# 黑水缬草
黑水缬草（学名：Valeriana amurensis）为忍冬科缬草属的植物。分布在俄罗斯、朝鲜以及中国大陆的吉林、黑龙江等地，生长于海拔500米至1,000米的地区，常生于落叶松、山坡草甸和桦木林下。

## 外部連結
- Valeriana amurensis Smir. ex Kom.（页面存档备份，存于）